# Rolls-Royce AE 2100
Rolls-Royce AE 2100 je turbovrtulový letecký motor vyvinutý Allison Engine Company a v současnosti vyráběný její nástupnickou společností Rolls-Royce North America. Je odvozen z turbohřídelového typu Allison AE 1107C-Liberty (nyní Rolls-Royce T406), jehož vysokotlakou část sdílí, stejně jako turbodmychadlový Rolls-Royce AE 3007. Jedná se o dvouhřídelovou konstrukci a tento typ je prvním, který použil duální plně digitální systém řízení chodu motoru (FADEC) k řízení jak motoru, tak vrtule. Existuje ve více variantách: civilní AE 2100A a vojenských, mezi které patří AE 2100D2/D2A, AE 2100D3, AE 2100J a AE 2100P.
Motor dosahuje výkonu až 4 591 shp (3 423,5 kW) a u typů Lockheed Martin C-130J Super Hercules a Saab 2000 pohání šestilisté vrtule Dowty.

## Použití
AE2100A
- Saab 2000

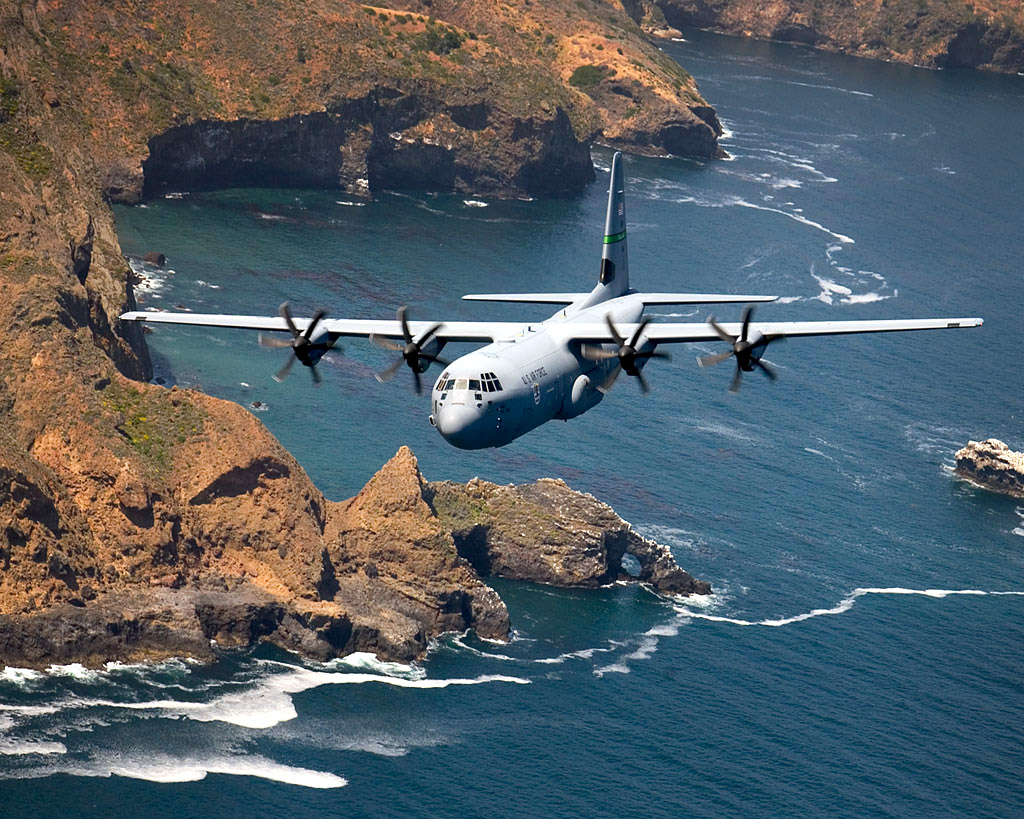
C-130J Hercules

- Indonesian Aerospace N-250 (prototyp)

AE2100C
- Indonesian Aerospace N-250[1] (jen projekt)

AE2100D2A
- Alenia C-27J Spartan

AE2100J
- Shin Meiwa US-1A Kai[1] (prototyp)
- ShinMaywa US-2

AE2100D3
- Lockheed Martin C-130J Super Hercules
- Lockheed P-3 Orion[2] (jen testy)

## Specifikace (AE 2100D2)

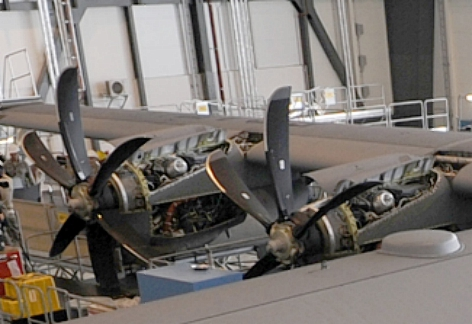
Odkrytované motory AE 2100D3 C-130J Hercules US Air Force během údržby na základně Ramstein

Údaje podle a

### Technické údaje
- Typ: turbovrtulový motor
- Délka: 3,0 m (118 palců)
- Průměr: 0,73 cm (28,7 palce)
- Suchá hmotnost: 783 kg (1 727 lb)

### Součásti
- Kompresor: čtrnáctistupňový axiální kompresor
- Spalovací komora: prstencová
- Turbína: dvoustupňová vysokotlaká, dvoustupňová vysokotlaká

### Výkony
- Maximální výkon: 3 548 kW (4 637 shp)
- Stupeň stlačení: 16,6:1
- Měrná spotřeba paliva: 0,46 lb/(hp·h)
- Poměr výkon/hmotnost: 4,53 kW/kg (2,7 shp/lb)